# Joe Gomez
Joseph David Gomez (Catford, 23. svibnja 1997.) engleski je nogometaš koji trenutno igra za Liverpool i englesku nogometnu reprezentaciju.

## Rani život
Otac mu je Gambijac, a majka Engleskinja. Pridružio se Charltonovoj akademiji u dobi od 10 godina.

## Klupska karijera

### Charlton
Profesionalni ugovor potpisao je s Charltonom u listopadu 2014., u dobi od 17 godina. Za klub je prvi put nastupao 12. kolovoza 2014. kada je Charlton u Liga kupu protiv Colchestera pobijedio 4:0. Gomez je tada igrao na položaju desnoga beka.
Tjedan dana kasnije, 19. kolovoza, prvi put je nastupao u Championshipu gdje je Charlton pobijedio Derby County 3:2. U sezoni 2014./15. ukupno je nastupao u 24 utakmice na položaju desnog beka i stopera.

### Liverpool
U Liverpool dolazi dana 20. lipnja 2015. za cijenu od 3,5 milijuna funti. Prvi put za Liverpool zaigrao je 9. kolovoza protiv Stoke Cityja gdje je asistirao Philippeu Coutinhu za pobjedu od 0:1 u 86. minuti.
Dana 13. listopada 2015. Gomez je doživio tešku ozljedu dok je nastupao za Englesku U-21. Godinu dana kasnije, 13. listopada 2016., Gomez se vratio redovnom treniranju u prvoj momčadi. 
Dana 23. kolovoza 2017., Gomez je prvi put nastupao u europskoj utakmici. Liverpool je pobijedio Hoffenheim rezultatom 4:2 u play-offu Lige prvaka. Pošto se Nathaniel Clyne ozlijedio početkom prvog dijela sezone 2017./18., Gomez je bio prvi izbor za desnog beka u prvoj polovici sezone. Čak je zaigrao protiv rivala Arsenala i Manchester Uniteda. Protiv Arsenala je asistirao Robertu Firminu za prvi pogodak u pobjedi od 4:0, a nakon utakmice protiv Manchester Uniteda dobio je mnoge pohvale od navijača.
U ožujku 2018. je potvrđeno kako Gomez neće nastupati u nekoliko utakmica zbog ozljede tijekom utakmice s Engleskom. Također nije nastupao ni u finalu Lige prvaka.
U sezoni 2017./18. Gomez je ukupno nastupao u 31 utakmicu u svim natjecanjima.
Zbog loše forme Dejana Lovrena i Joëla Matipa, Gomez je u sezoni 2018./19. nastupao u utakmicama kao prvi izbor za stopera, uz Virgila van Dijka. Primio je mnoge pohvale te je bio igrač utakmice nakon gostujuće pobjede od 1:2 nad Leicesterom 1. rujna 2018. U prvoj polovici sezone nastupao je redovno sve dok se nije ozlijedio u prosincu u okršaju s igračem Burnleyja Benom Meeom. U veljači 2019. je otišao na operaciju. Gomez se oporavio u travnju te je nastupao kao zamjena u finalu Lige prvaka gdje je Liverpool slavio protiv Tottenhama rezultatom 0:2 te je osvojio svoj 6. naslov Lige prvaka.
Sezonu 2019./20. započeo je na klupi. Joël Matip bio je prvi izbor uz Virgila van Dijka zbog Gomezove spomenute ozljede. Tijekom Matipovih problema s ozljedama, Gomez je pozvan u prvih 11. Gomez je dobio mnoge pohvale te je Liverpool završio prvu polovicu sezone na 1. mjestu.
Istu sezonu završio je sa zlatnom medaljom Premiershipa oko vrata jer je Liverpool osvojio titulu.
U Ligi prvaka je asistirao Diogu Joti za drugi pogodak gdje je Liverpool u Bergamu pobijedio Atalantu rezultatom 0:5.
Gomez se ponovno ozlijedio tijekom nastupa za Englesku te je uspješno operiran dana 11. studenoga 2020.

## Reprezentativna karijera
Gomez je bio dio momčadi koja je osvojila Europsko prvenstvo do 17 godina 2014. godine. U tom turniru uvršten je u momčad turnira te je na turniru za Englesku odigrao svaku minutu svih 5 utakmica.
Dana 30. kolovoza 2017. imenovan je kapetanom U-21 reprezentacije tijekom kvalifikacija za Europsko prvenstvo 2019. koje se održalo u Italiji.
Prvi poziv u englesku seniorsku reprezentaciju dobio je u studenome 2017. Prvi put je nastupao protiv Njemačke na Wembleyu kao zamjena za Phila Jonesa. Utakmica je završila rezultatom 0:0. Bio je igrač utakmice protiv Brazila te je dobio mnoge pohvale.

## Način igre
Gomez voli igrati kao stoper, no može igrati i kao lijevi ili desni bek. Gomeza se često uspoređuje s Riom Ferdinandom kojeg je Gomez opisao kao svoga idola. Poznat je po svojoj brzini i snazi.

## Vanjske poveznice
- Profil na web stranici Liverpoola
- Profil na web stranici Engleskog nogometnog saveza
- Joe Gomez u UEFA-inim natjecanjima (arhivirane) (engl.)
- Profil, Soccerbase  (engl.)